# Trabajo de cuidados en México

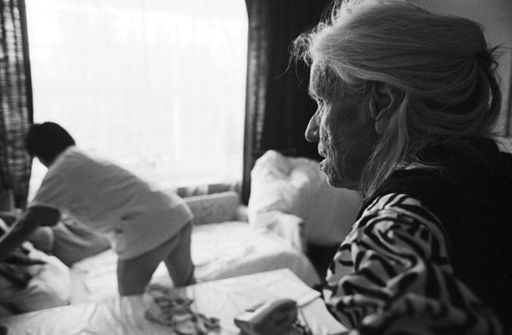
Trabajo de cuidados no remunerado

El trabajo de cuidados en México es un tipo de trabajo destinado a las labores domésticas y de acompañamiento de personas para garantizar su bienestar, realizadas para producir servicios destinados al consumo del hogar, sin obtener un pago o remuneración y que están fuera de la producción de la contabilidad nacional. Constituye un subsidio económico invisible al sistema económico porque es un trabajo que no se reconoce como tal y por tanto no se considera su remuneración. Incluye ayuda a las personas integrantes de los hogares, trabajo voluntario, solidario o altruista a personas y a la comunidad.
El trabajo de cuidados sostiene las necesidades básicas de la vida, sin embargo, representa una carga económica y emocional que aleja a las personas, principalmente a mujeres, de las oportunidades de desarrollo personal, educativo, social e integración en el mercado laboral. El trabajo de los cuidados no sólo incluye la atención a niñas y niños, a personas adultas mayores o enfermas o que requieran asistencia particular, se ocupa del sostenimiento de la vida, es decir, también cuida la naturaleza del entorno, a las mascotas y a las plantas.

## Relación del trabajo de cuidados con el PIB
De acuerdo a la cuenta satélite del trabajo no remunerado de los hogares en México realizada en el 2018 por el INEGI, el trabajo de cuidados que incluye la realización de actividades domésticas, representa la quinta parte del Producto Interno Bruto (PIB). De cada diez personas que realizan trabajo de cuidados no remunerado, seis son mujeres. Para el 2016, la tasa de participación femenina en el trabajo no remunerado de los hogares fue del 99.7 por ciento. Y en el 2018 se identificó que el trabajo de labores domésticas y de cuidados y actividades no remuneradas, equivale al 23.5% del Producto Interno Bruto. Mientras que una mujer realizó labores domésticas equivalentes a $59, 617 pesos mexicanos al año, cada hombre trabajó el equivalente a $22, 390 pesos mexicanos. 
Por cada hora que los hombres destinan al trabajo de cuidados y tareas domésticas, las mujeres destinan tres, por lo que las mujeres trabajan setenta y siete horas a la semana y los hombres sólo veintitrés horas en este tipo de actividad no remunerada. La división del trabajo en función del sexo responde a fenómenos sociales y culturales que evidencian una diferenciación histórica en la asignación de actividades y espacios para realizarlas: las mujeres históricamente han trabajado en el ámbito doméstico mientras que los hombres en el público y como proveedores de ingresos para los hogares. Esta división sexual del trabajo es causa de desigualdad de oportunidades entre mujeres y hombres, a la cual se añade que las mujeres son las principales responsables de las actividades de cuidado al interior de los hogares.

## El valor del trabajo no remunerado en el cuidado de la salud
La distribución porcentual a enfermos crónicos y personas con discapacidad física o mental, es del cincuenta por ciento, a enfermos de otros hogares el veintitrés punto tres por ciento, a enfermos temporales el doce punto uno por ciento, de cuidados preventivos el diez punto dos, y el trabajo voluntario a través de una ISFL, el cuatro punto cinco por ciento. El sector salud equivale al cinco punto siete por ciento del Producto Interno Bruto nacional. 
El INEGI cuenta con un simulador del valor económico de las labores domésticas y de cuidados que permite coadyuvar a la comprensión del trabajo no remunerado que se realiza en el hogar para brindar bienestar a sus integrantes, a partir del conocimiento del valor que se aporta de manera individual con las labores domésticas y de cuidados de manera cotidiana. 